# Andrea C. Hoffer
Andrea C. Hoffer (geboren 1964 in Kirchhellen) ist eine deutsche Malerin.

## Leben und Wirken
Andrea C. Hoffer absolvierte 1988 eine Schneiderlehre und arbeitete anschließend als Assistentin für Kostüm- und Bühnenbild an verschiedenen deutschen Theatern in Deutschland, Österreich und der Schweiz. Von 1992 bis 1994 studierte sie Kostüm- und Bühnenbild an der Kunstakademie Düsseldorf in der Klasse von Karl Kneidl. Anschließend studierte sie Malerei in der Meisterklasse von A. R. Penck an der Kunstakademie Düsseldorf und schloss 1999 mit dem Diplom ab. Während sie zunächst figurativ malte, wechselte sie zu Stillleben, Landschaften und Interieurs. Hoffer lebt und arbeitet in Tobago und Düsseldorf.

## Ausstellungen

### Einzelausstellungen (Auswahl)
- 2011: Raum, Kunstverein Würzburg
- 2009: Traveller, Kunstverein Siegen
- 2007: onextwo, National Museum of Trinidad and Tobago[6]
- 2007: At noon, Solinger Kunstverein

### Gruppenausstellungen (Auswahl)
- 2022: DIE GROSSE Kunstausstellung NRW 2022, Kunstmuseum Kunstpalast, Düsseldorf
- 2021: Crossover, KUMA Art Museum, Seoul
- 2019: Blue is hot and Red is cold – Klasse A.R. Penck, Kunsthalle Düsseldorf
- 2010: 10x10x10 – Bilder und Objekte, Kunstverein Siegen
- 1997: Furige Tongen, Sint Jacobskerk, Gent
- 1994: Spectaculum, Museum am Ostwall, Dortmund, Germany

## Publikationen (Auswahl)
- Gregor Jansen, Robert Fleck, Gerolf Schülke, Dieter Ronte, Frank Schlag, Frank Wollny (Hrsg.): Klasse A. R. Penck. Kettler, Bönen 2022, ISBN 978-3-86206-898-2.
- Welten. Galerie Frank Schlag, 2009.[7]
- Malerei/Paintings. Galerie Frank Schlag, 2005.[8]
- West Indies. Beck & Eggeling, Leipzig 1999, ISBN 978-3-930919-27-7.[9]